# Iznota
Iznota [izˈnɔta] (deutsch Isnothen) ist ein Dorf in der polnischen Woiwodschaft Ermland-Masuren. Es gehört zur Gmina Ruciane-Nida (Stadt- und Landgemeinde Rudczanny/Niedersee-Nieden) im Powiat Piski (Kreis Johannisburg).

## Geographische Lage
Iznota liegt am Durchfluss vom Schönfließsee (polnisch Jezioro Jerzewko) zum Beldahnsee (Jezioro Bełdany) im südlichen Osten der Woiwodschaft Ermland-Masuren, je 22 Kilometer südöstlich der einstigen Kreisstadt Sensburg (polnisch Mrągowo) bzw. nordwestlich der heutigen Kreismetropole Pisz (deutsch Johannisburg).

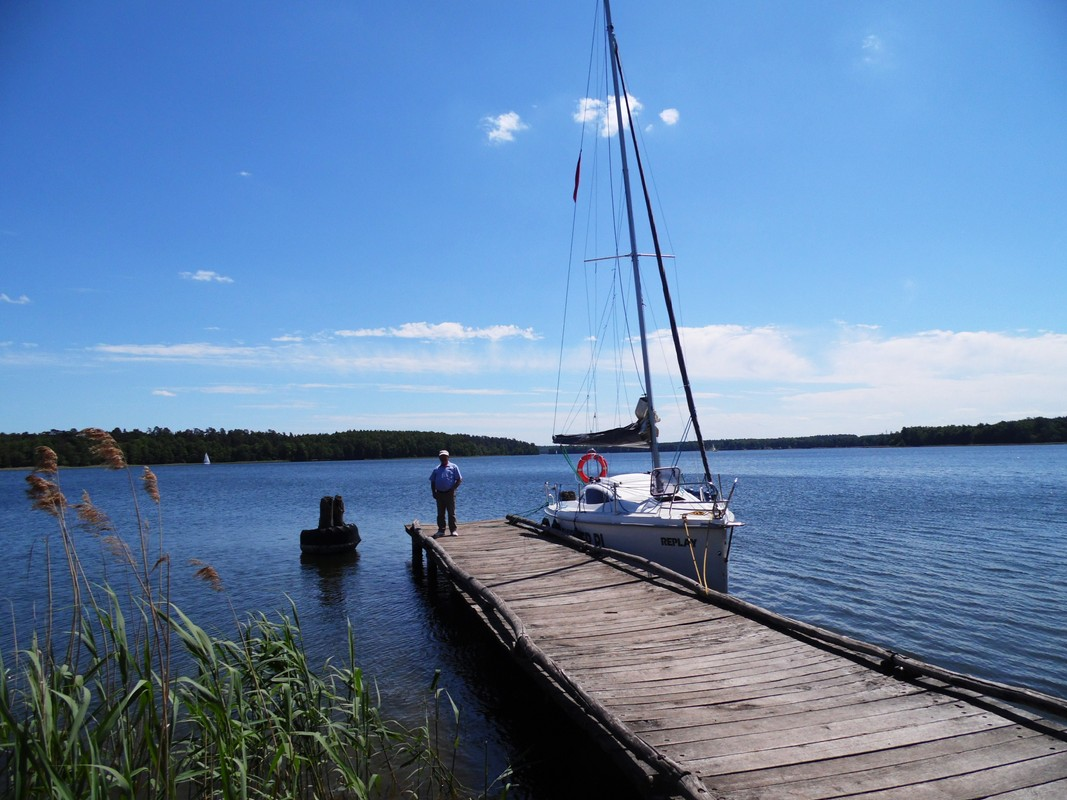
Bootsanlegestelle in Iznota

## Geschichte
Das einstige Isnothen, bestehend aus mehreren kleinen Gehöften, wurde 1602 gegründet. 1874 wurde das Dorf in den neu errichteten Amtsbezirk Nikolaiken (polnisch Mikołajki) integriert, der – nach 1931 in „Amtsbezirk Bubrowko“, am 15. November 1938 in „Amtsbezirk Biebern“ umbenannt – bis 1945 bestand und zum Kreis Sensburg im Regierungsbezirk Gumbinnen (ab 1905: Regierungsbezirk Allenstein) in der preußischen Provinz Ostpreußen gehörte.
55 Einwohner waren 1910 in Isnothen gemeldet, 129 waren es bereits 1933.
Aufgrund der Bestimmungen des Versailler Vertrags stimmte die Bevölkerung im Abstimmungsgebiet Allenstein, zu dem Isnothen gehörte, am 11. Juli 1920 über die weitere staatliche Zugehörigkeit zu Ostpreußen (und damit zu Deutschland) oder den Anschluss an Polen ab. In Isnothen stimmten 40 Einwohner für den Verbleib bei Ostpreußen, auf Polen entfielen keine Stimmen.
Am 1. Oktober 1937 vergrößerte sich die Gemeinde um die Nachbarorte Gonschor (1938 bis 1945 Gonscher, polnisch Gąsior) und Kamien (1938 bis 1945 Keilern, polnisch Kamień), die eingemeindet wurden. Die Einwohnerzahl stieg auf 135.
In Kriegsfolge kam Isnothen 1945 mit dem gesamten südlichen Ostpreußen zu Polen und erhielt die polnische Namensform „Iznota“. Heute ist es Sitz eines Schulzenamtes (polnisch Sołectwo) und somit eine Ortschaft im Verbund der Stadt- und Landgemeinde Ruciane-Nida (Rudczanny/Niedersee-Nieden) im Powiat Piski (Kreis Johannisburg), bis 1998 der Woiwodschaft Suwałki, seither der Woiwodschaft Ermland-Masuren zugeordnet. Im Jahre 2011 zählte Iznota 53 Einwohner.

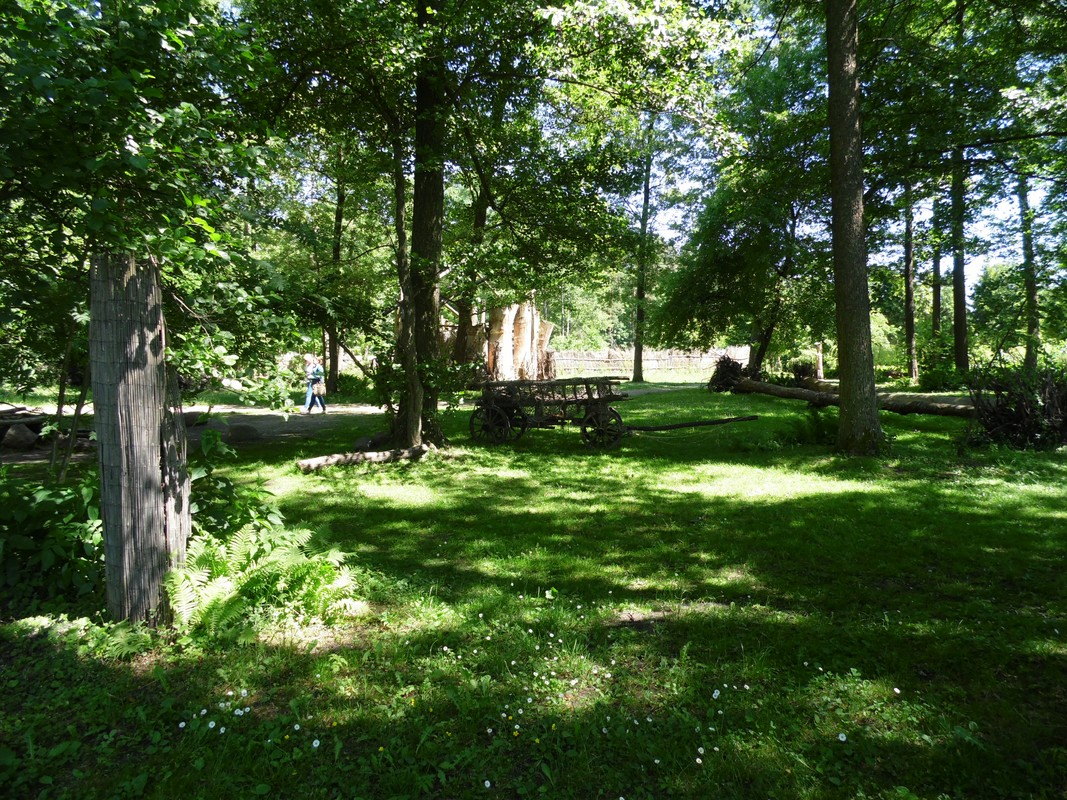
Galindia-Resort

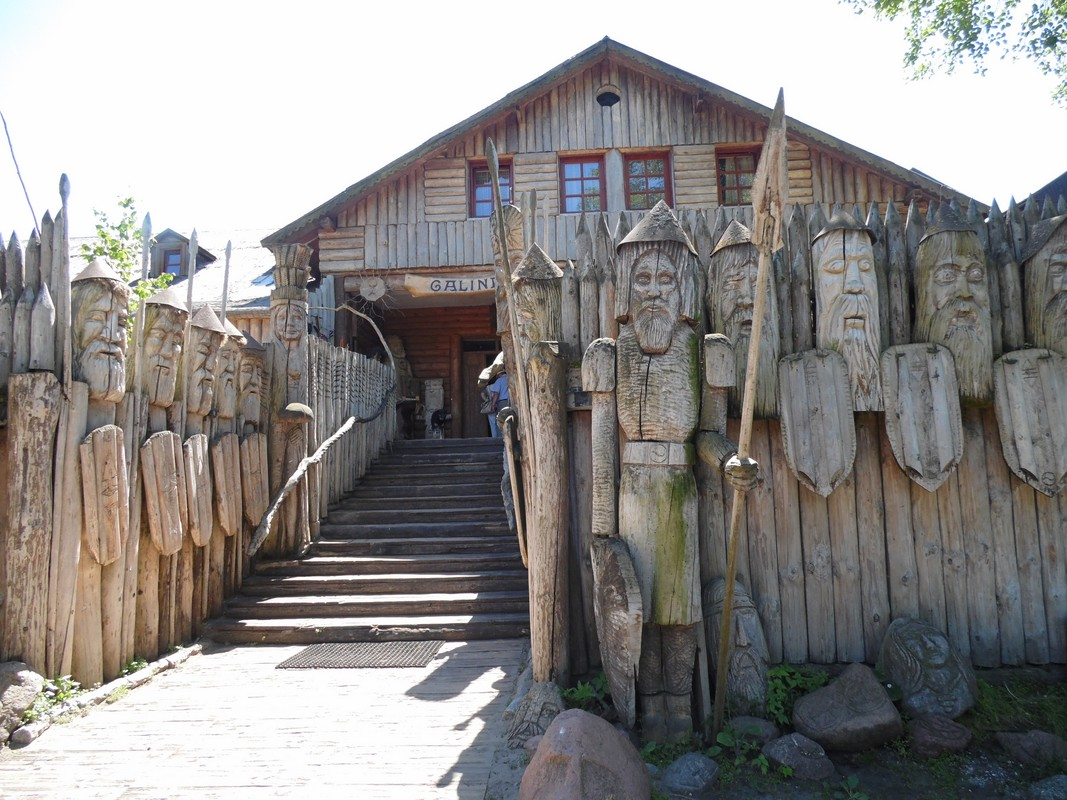
Galindia-Resort

## „Galindia-Resort“
Ein weitflächiger „Galindia-Resort“ erinnert in Iznota an den westbaltischen Stamm der Galinder, die im Südwesten des früheren Ostpreußen, zum Teil auch in Masuren, bzw. im Nordosten des heutigen Polen lebten.

## Kirche
Kirchlich war Isnothen bis 1945 in die evangelische Pfarrkirche Nikolaiken (polnisch Mikołajki) in der Kirchenprovinz Ostpreußen der Kirche der Altpreußischen Union sowie katholischerseits nach Sensburg (Mrągowo) im Bistum Ermland orientiert.
Heute gehört Iznota in Bezug auf beide Konfessionen nach Mikołajki, zur katholischen Pfarrei im Bistum Ełk der Römisch-katholischen Kirche in Polen bzw. zur evangelischen Pfarrei in der Diözese Masuren der Evangelisch-Augsburgischen Kirche in Polen.

## Verkehr
Nach Iznota führen heute zwei Nebenstraßen, die die Stadt Ruciane-Nida (Rudczanny/Niedersee-Nieden) an der Landesstraße 58 bzw. das Dorf Bobrówko (Bubrowko, 1938 bis 1945 Biebern (Ostpr.)), an der Woiwodschaftsstraße 609 und bereits im Powiat Mrągowski gelegen, mit Iznota verbinden.